# Экономика Гондураса
Гондурас — весьма слаборазвитая в экономическом плане страна Латинской Америки, экономика которой находится в зависимости от экономики США (крупнейшего торгового партнера Гондураса), а также от колебаний мировых цен на основные экспортные товары (в первую очередь, на бананы и кофе).

## Историческая справка

### Состояние экономики в колониальный период
Завоевание и хозяйственное освоение территории страны конкистадорами началось в 1524—1525 годы, в 1542 году эти земли были включены в состав испанских колоний: первоначально как часть аудиенсии Новая Испания, с 1560 года — как часть генерал-капитанства Гватемала.
В XVI веке здесь складывается крупное феодальное землевладение испанских помещиков и креолов с широким использованием феодальных методов эксплуатации и методов внеэкономического принуждения, однако основой экономики в период с 1570 года стало не плантационное земледелие, а добыча серебра (и в меньшей степени, золота).
В начале XVII века начинается ввоз и использование в горнодобывающей промышленности, на лесозаготовках и на плантациях труда негров — рабов, однако в сравнении с другими испанскими колониями общее количество негров в Гондурасе было невелико. В дальнейшем, в связи с падением значения горнодобычи, Гондурас потерял своё значение и в XVII в. являлся бедной окраиной испанской колониальной империи. В XVI—XVIII вв. важной отраслью экономики стало выращивание скота, который продавали в Гватемалу. В этот же период побережье страны неоднократно подвергалось нападениям пиратов и английских корсаров (в частности, в 1643 году они захватили и разрушили порт Трухильо).
К началу XIX века в Гондурасе складывается многоукладная система экономики, начинается развитие капиталистических отношений (связанное с развитием внешней торговли и частичным переходом к использованию наемного труда на крупных латифундиях). Основными экспортными товарами в это время являлись табак, крупный рогатый скот (а также шкуры), в меньшей степени — золото, серебро и древесина ценных пород.

### Состояние экономики в XIX — начале XX века
На рубеже 1840-х — 1850-х годов, и особенно после заключения в 1850 году между Великобританией и США «договора Клейтона — Булвера» начинается интенсивное проникновение в Гондурас иностранного капитала, прежде всего из США.
В 1876 году президент М. А. Сото Мартинес подписал указ о секуляризации церковных земель.
В 1884 году США заключили с правительством страны неравноправный «договор Сото — Кейта» о получении крупного денежного займа в обмен на выделение американским компаниям на льготных условиях обширных земельных участков для создания банановых плантаций и предоставление им концессий для строительства железных дорог. В дальнейшем, формируется монокультурная (ориентированная на производство бананов) модель сельского хозяйства, кредитно-финансовая сфера, внешняя торговля и промышленность страны переходят под управление американских компаний.
В начале XX века Гондурас был фактически превращен в полуколонию США — были созданы американские монополии (в 1902 году — компании «United Fruit Company», в 1905 году — «Standard Fruit & Steamship Company»), деятельность которых фактически определяла жизнь страны и политику правительства. В первые десятилетия XX века бананы составляли 70-80 % в структуре экспорта страны, по объемам их производства Гондурас вышел на второе место в мире. Интенсивная эксплуатация и притеснения крестьян и сельскохозяйственных рабочих стали причиной ряда восстаний и протестных выступлений (в 1905, 1907, 1911, 1912, 1917 годы…), подавленных американскими и правительственными войсками.
После начала Первой мировой войны влияние европейского капитала на экономику Гондураса существенно уменьшилось, а влияние США — напротив, начало все более возрастать.
В феврале — августе 1923 года по стране прокатилась волна из 33 крестьянских восстаний, подавленных правительственными силами. Мировой экономический кризис 1929—1933 годов тяжело отразился на экономике страны и инициировал восстания крестьян в весной и осенью 1931 года и в начале 1932 года. С 1933 года второй (после бананов) важной экспортной культурой в стране становится кофе.
С учетом укрепления позиций новых политических сил в регионе и роста недовольства традиционными методами проведения американской политики, в 1930-е годы начался пересмотр приоритетов США в Латинской Америке. Новая линия была связана с именем президента США Ф. Д. Рузвельта (1933—1945 гг.) и получила наименование «политики доброго соседа». Её смысл состоял в том, что США, не отказываясь от максимального расширения своего влияния в Латинской Америке, приняли решение воздерживаться от применения силы и использовать для достижения своих целей преимущественно средства экономического давления и убеждения. Оглашение новой линии в инаугурационной речи Ф. Д. Рузвельта было во многом связано с желанием Вашингтона предупредить ослабление американского контроля над военно-политическими процессами в регионе и остаться в стороне от попыток самих латиноамериканских стран сформировать систему латиноамериканского стратегического сотрудничества.
Вплоть до начала Второй мировой войны существенные позиции в экономике Гондураса занимали английские и германские капиталы. В 1937 году объём инвестиций США в экономику Гондураса составлял 36 млн долларов, английских инвестиций — 1,7 млн фунтов стерлингов. В этот же период (1932—1937 годы) за счёт активного использования германским правительством клиринговых соглашений, бартерных сделок и экспортных субсидий объёмы товарооборота с Гондураса с Германией находились на уровне 4,2-4,4 млн. рейхсмарок в год.
В 1937 году было заключено неравноправное торговое соглашение с правительством США, кроме того, в 1935, 1938 и 1949 годы президент Т. Кариас Андино заключил новые соглашения с американской компанией «Юнайтед фрут», которые предоставляли дополнительные концессии и льготы компании и её дочерним фирмам.
В течение Второй мировой войны, с 1939 по 1945 годы приток денежных средств и поставки товаров из стран западной Европы практически прекратился и основным источником финансирования являлись реинвестиции. В этот период США стали единственным поставщиком промышленных изделий и горючего для стран Центральной Америки, а также основным рынком сбыта продукции национальной экономики. В 1942 году с американской компанией «Rubber reserve company» было заключено соглашение о поставках стратегического сырья (каучука) для военной промышленности США. В целом, в годы войны экономическая обстановка в стране существенно осложнилась — возникли сложности с продажей ставших невостребованными урожаев бананов, копры, кокосов и трудоустройством рабочих.
В 1948 году в стране были запрещены профсоюзы.

### Состояние экономики в 1950-е — 1990-е годы
В апреле-мае 1954 года состоялась самая массовая в истории страны всеобщая забастовка 50 тыс. сельскохозяйственных, портовых и железнодорожных рабочих, которая продолжалась два с половиной месяца. В результате, компания «Юнайтед фрут» была вынуждена пойти на уступки.
В конце 1950-х годов в стране начинается производство третьей по значимости экспортной культуры — хлопчатника.
Пришедший к власти в декабре 1957 года президент Р. Вильеда Моралес принял Кодекс законов о труде, в 1958 году произвел национализацию одной железной дороги, а в 1962 году представил проект земельной реформы. Однако в 1963 году в результате переворота к власти пришел О. Лопес Арельяно, который прекратил проводимые предшественником реформы и преобразования.
В декабре 1960 года Сальвадор, Гватемала, Гондурас, Коста-Рика и Никарагуа подписали соглашение о создании организации «Центральноамериканский общий рынок» с целью ускорить экономическое развитие путём объединения материальных и финансовых ресурсов, устранения торгово-таможенных ограничений и координации экономической политики.
По состоянию на 1963 год, Гондурас являлся отсталой аграрной страной, промышленности в стране не имелось, за исключением нескольких полукустарных предприятий. В сельском хозяйстве были заняты 80 % трудоспособного населения (при этом, 75 % крестьян являлись малоземельными и безземельными). Основными экспортными товарами являлись бананы (66 % от объемов экспорта), табак и хлопок-сырец, а также древесина и лесоматериалы. Основные отрасли экономики контролировались иностранным капиталом, общий объем иностранных капиталовложений составлял 100 млн долларов, ведущие позиции занимали американские компании «Юнайтед фрут» (собственник 160 тыс. гектаров с.-х. земель), «Standard Fruit & Steamship Company» (собственник 5 тыс. гектаров с.-х. земель) и «New York & Honduras Rosario Mining Company» (добыча серебра, золота, свинца и цинка), «Тексако» и «Шелл»; кредитно-финансовая сфера находилась под контролем американских банков и страховых компаний: «1st National City Bank of New York», «Чейз Манхэттен банк» и «Bank of America National Trust and Saving Association».
В 1960-е-1970-е годы в стране начинается развитие местной промышленности, в этот период времени в районе городов Тегусигальпа и Сан-Педро-Сула открываются новые (в основном, мелкие и полукустарные) предприятия пищевой, текстильной и швейной промышленности, в городе Пуэрто-Кортес был построен нефтеперегонный завод американской компании «Texas Petroleum».
В 1969 году значительные убытки экономике страны причинила «100-часовая война» с Сальвадором.
В 1971 году с привлечением инвестиций из США было начато строительство целлюлозно-бумажного комбината, в 1973 году — с привлечением японских капиталов был построен текстильный комбинат.
В 1972 году президент О. Лопес Арельяно начал некоторые ограниченные реформы, необходимость которых подтвердила сильная засуха 1973 года: в 1974 году правительством был впервые утверждён минимальный размер заработной платы, произведена национализация горнорудной промышленности и лесного хозяйства; в январе 1975 года — принят закон о крестьянских кооперативах, национализирована одна из железнодорожных компаний («Tela Railway Company» — дочерняя фирма компании «Юнайтед фрут»). Однако 22 апреля 1975 года в результате военного переворота к власти пришел Х. А. Мельгар Кастро и хотя в августе 1975 года правительство аннулировало особый правовой статус и связанные с ним льготы для иностранных компаний, а в октябре 1975 года в государственную собственность перешло 70 тыс. гектаров сельскохозяйственных земель, ранее принадлежавших иностранным корпорациям, в дальнейшем реформы были окончательно свернуты.
В 1974 году ВВП страны составлял 1910 млн лемпир. Основой экономики являлось сельское хозяйство и лесозаготовки (28,5 % ВВП), где было занято 70 % трудоспособного населения; обрабатывающая и горнодобывающая (16,5 % ВВП) промышленность; торговля и сфера услуг (10,8 % ВВП); менее значимыми отраслями был транспорт (6,6 % ВВП); строительство (4,7 % ВВП) и энергетика (1,4 % ВВП с учетом электро-, водо- и газоснабжения). Уровень жизни являлся самым низким среди стран Латинской Америки, 70 % взрослого населения страны было неграмотным, количество безработных составляло 70,5 тыс. человек.
По состоянию на 1977 год, ВВП страны составлял 1489 млн долларов США. Основой экономики являлось сельское хозяйство и лесозаготовки (29,9 % ВВП), в котором было занято 65 % трудоспособного населения; в строительстве (6 % ВВП), обрабатывающей (16,6 % ВВП) и горнодобывающей (2,3 % ВВП) промышленности было занято 9 % трудоспособного населения; в торговле было занято 5 %, в сфере услуг — 12 % населения. Основными экспортными товарами являлись бананы (1300 тыс. т, 27 % экспорта), кофе (68 тыс. т, 24 % экспорта), древесина и лесоматериалы (10 % экспорта), серебро (3 % экспорта), а также хлопок-сырец (9 тыс. т), табак, свинец (20,4 тыс. т), сурьма (48 тыс.т), цинк (24,1 тыс. т), фрукты, мясо, креветки и рыба. В стране по-прежнему сохранялся высокий уровень социального неравенства: на 50 % населения страны приходилось лишь 13 % национальных доходов, при этом 33 % национальных доходов распределялись в пользу 5 % населения страны
В конце 1970-х в городе Агальтека был построен металлургический завод.
В 1995 году страна вступила во Всемирную торговую организацию, правительство начало неолиберальные реформы, в результате программы приватизации был существенно сокращен государственный сектор в экономике страны, усилились позиции иностранного капитала (прежде всего, американского — инвестиции из США составляют 80 % от общего объема инвестиций в экономику страны). В этот период в стране были созданы предприятия «макила» («maquiladoras», филиалы иностранных компаний, которые работают на импортном сырье и выпускают продукцию на внешний рынок, с этих предприятий не взимаются налоги на импорт сырья, экспорт готовой продукции, а также все местные налоги и муниципальные сборы) — по состоянию на 2006 год, 38 % этих предприятий принадлежали компаниям из США, 27 % — компаниям из Юго-Восточной Азии (в основном, из Южной Кореи и Тайваня) и 23 % — местным предпринимателям.
Также, с середины 1990-х годов при поддержке правительства, в стране развивается иностранный туризм.
По состоянию на 2000 год Гондурас являлся одной из беднейших стран Латинской Америки: ВВП страны составлял 4,8 млрд долларов США (760 $ на душу населения), объем внешнего долга — 5,48 млрд долларов (при этом, иностранные инвестиции в экономику страны составляли только 0,28 млрд долларов, а объем золотовалютных резервов — 1,31 млрд долларов).
Основой экономики по-прежнему являлось сельское хозяйство (25 % ВВП), в котором было занято 60 % трудоспособного населения, в промышленности (15 % ВВП) было занято 9 % трудоспособного населения. По состоянию на 2003 год, 75 % населения страны проживали за чертой бедности, 25 % взрослых были неграмотными.
В целом, следует заметить, что в XIX—XX вв. экономическому развитию страны в значительной степени препятствовали политическая нестабильность (только за первые 142 года с момента провозглашения независимости, с 1821 по 1963 год в стране было совершено 136 переворотов), а также природные катаклизмы (такие, как ураган «Митч» 1998 года и мощное землетрясение 1999 года).

## Современное состояние
В октябре 2000 года Гондурас подписал с США соглашение о торгово-экономическом сотрудничестве (The Caribbean Basin Trade Partnership Act, CBTPA).
В 2002 году правительство страны утвердило «План национального возрождения».
3 марта 2005 года Гондурас подписал «Договор о свободной торговле стран Центральной Америки с США» (CAFTA).
В 2006 году, экономика Гондураса по-прежнему оставалась одной из самых отсталых среди стран Латинской Америки. ВВП страны составлял 21,9 млрд долларов США, основой экономики были торговля и сфера услуг (55,8 % ВВП), в меньшей степени промышленность (30,7 % ВВП) и сельское хозяйство (13,5 % ВВП).
Основными торговыми партнерами являлись США (54,4 % товарооборота), Сальвадор (8,1 %), ФРГ (5,9 %), Гватемала (5,4 %), Мексика и, в меньшей степени — другие страны Центральной и Латинской Америки. Основными экспортными товарами являлись кофе (20 % от объемов экспорта в стоимостном выражении), бананы (15 %), морепродукты (11 %); основными статьями импорта являлись машины и оборудование (16 %), продукция химической промышленности (15 %), нефть и нефтепродукты (14 %), потребительские товары и продукты питания.
В 2007 году, ВВП страны составлял 24,69 млрд долларов США (3300 долларов на душу населения), основой экономики являлись торговля и сфера услуг (57 % ВВП), в которой заняты 44 % экономически активного населения, в меньшей степени промышленность (30 % ВВП и 23 % экономически активного населения) и сельское хозяйство (13 % ВВП и 33 % экономически активного населения). Внешний долг составлял 3,87 млрд долларов (42 % ВВП), инфляция — 6,4 %.
Дефицит внешнеторгового оборота частично компенсируется доходами от туризма и денежными переводами проживающих за рубежом граждан.
3 апреля 2025 года президент США Дональд Трамп ввёл тарифы против 185 стран мира (в том числе, против Гондураса). Таможенные пошлины на товары из Гондураса были повышены на 10%.

## Отраслевая структура экономики

### Сельское хозяйство
Сельское хозяйство является основой экономики страны.
- общая площадь земель сельскохозяйственного назначения составляет 2507,5 тыс. гектаров (22,4 % территории страны), в растениеводстве преобладает плантационное земледелие, основными экспортными культурами являются бананы, кофе (около 50 % сельскохозяйственного экспорта и около 20 % всего экспорта страны), табак, хлопчатник, цитрусовые и тропические фрукты, для внутреннего употребления выращивают кукурузу, просо, фасоль, сорго, сахарный тростник, рис. Свыше 60 % урожая экспортных культур производится на плантациях американских компаний[17].
- также достаточно развито экстенсивное пастбищное животноводство и свиноводство.

#### Лесное хозяйство
До 40 % территории страны (в первую очередь, горные районы) покрыты лесами, лесозаготовки и экспорт древесины являются важной составляющей экономики. Заготавливается преимущественно сосна, в меньшей степени — древесина ценных пород (красное дерево, эбеновое дерево), запасы которой существенно уменьшились.

#### Рыболовство
Воды Карибского моря у северного берега Гондураса богаты рыбой и другими морепродуктами, что дает основу для быстрого развития рыбных промыслов. Основными объектами коммерческого промысла являются омары и креветки.

### Промышленность
Количественно преобладают предприятия лёгкой (пищевой, швейной и текстильной) промышленности, на экспорт производятся продукты питания, консервы, пальмовое масло, тростниковый сахар-сырец, ткани, одежда, моющие средства.
Имеется цементный завод и несколько предприятий горно-обогатительной промышленности (принадлежат иностранным и транснациональным корпорациям).
В 1990-е годы на севере страны были созданы пять «свободных экономических зон», где находится свыше 80 предприятий «макила» по производству текстильных изделий, обуви, посуды, электротехнических товаров, широкого спектра товаров пищевкусовой промышленности.

### Энергетика
В соответствии с данными UNSD и EES EAEC энергетика Гондураса за 2019 год характеризуется следующими основными показателями. Производство органического топлива — 2330 тыс. тут. Общая поставка — 6628 тыс. тут. На преобразование на электростанциях и отопительных установках израсходовано 1113 тыс. тут или 16,8 % от общей поставки. Установленная мощность — нетто электростанций — 2770 МВт, в том числе: тепловые электростанции, сжигающие органическое топливо (ТЭС) — 45,4 % , возобновляемые источники энергии (ВИЭ) — 54,6 %. Производство электроэнергии-брутто — 10 439 млн. кВт∙ч, в том числе: ТЭС — 55,4 % , ВИЭ — 44,6 % . Конечное потребление электроэнергии — 7388 млн. кВт∙ч, из которого: промышленность — 34,3 %, бытовые потребители — 35,0 %, коммерческий сектор и предприятия общего пользования — 30,7 %. Показатели энергетической эффективности за 2019 год: душевое потребление валового внутреннего продукта по паритету покупательной способности (в номинальных ценах) — 5963 долларов, душевое (валовое) потребление электроэнергии — 756 кВт∙ч, душевое потребление электроэнергии населением — 256 кВт∙ч. Число часов использования установленной мощности-нетто электростанций — 3764 часов

### Транспорт

#### Морской транспорт
Страна имеет выходы в Атлантический и Тихий океаны.
- порты: Пуэрто-Кортес, Ла-Сейба, Тела, Пуэрто-Кастилья, Рас, в 1978 году было завершено строительство порта Сан-Лоренцо.
- торговый флот (2005): 131 судно (в том числе, 66 грузовых, 8 рефрижераторов и 28 танкеров)[12]. По другим данным, насчитывает 306 судов всех типов.

#### Железнодорожный транспорт
Создание железнодорожной сети началось в начале XX века, в 2005 году общая протяженность железных дорог страны составляла 699 км.

#### Автомобильный транспорт
В 2005 году общая протяжённость дорог страны составляла 13,7 тыс. км (из них 2970 км — с твёрдым покрытием). Наибольшее значение имел проходивший по территории страны участок Панамериканского шоссе длиной 152 км.

#### Воздушный транспорт
Развитие гражданской авиации началось в 1950-е годы.
- Аэропорты: по состоянию на 2005 год, имелось 116 аэродромов и взлетно-посадочных полос, из них 12 с твердым покрытием взлётно-посадочной полосы (в том числе, 4 международных аэропорта в Сан-Педро-Сула, Тегусигальпе, Сейбе и Роатане)[12].

## Доходы населения
Минимальный размер оплаты труда в Гондурасе варьируется в зависимости от сектора и количества работников с 1 января 2020 года он составляет от 6762,70 лемпир ($275,37) до 12357,84 лемпир ($503,20). В Гондурасе с 1 января 2020 года зарплата менее 17123,50 лемпир ($697,26) в месяц не облагается подоходным налогом.